# (7341) 1991 VK
1991 في كي (ويعرف أيضًا باسم (7341) 1991 في كي وفق تسمية الكوكب الصغير) (بالإنجليزية: 1991 VK)‏ هو كويكب ضمن حزام الكويكبات؛ وترتيبه 7341 من حيث الاكتشاف.
اكتُشف هذا الجُرم الفلكي بواسطة اليانور إف. هيلين في 1 نوفمبر 1991.

## وصلات خارجية
- (7341) 1991 VK في قاعدة بيانات مختبر الدفع النفاث لأجرام النظام الشمسي الصغيرة

- الاكتشاف · مخطط المدار ·  العناصر المدارية · المعلمات المادية

- (7341) 1991 VK على موقع ويكي سكاي: DSS2, SDSS, GALEX, IRAS, Hydrogen α, X-Ray, Astrophoto, Sky Map, Articles and images